# Pokémon the Series: Sun & Moon
Pokémon: A Série Sol e Lua, conhecido nos Estados Unidos como Pokémon the Series: Sun & Moon, conhecido no Japão como Pocket Monsters Sun & Moon (ポケットモンスター サン＆ムーン, Poketto Monsutā San ando Mūn; lit. "Monstros de Bolso Sol e Lua"), é uma sétima série do anime Pokémon, que reúne as temporadas 20 a 22 deste anime, adaptado dos jogos eletrônicos Pokémon Sun e Moon, e Pokémon Ultra Sun e Ultra Moon e transmitido no Japão pelo canal TV Tokyo entre 17 de novembro de 2016 e 3 de novembro de 2019. Nos Estados Unidos, pré-estreou em 5 de dezembro de 2016, com 2 primeiros episódios e estreou em 17 de março de 2017, no Disney XD. No Brasil, estreou em 21 de abril no TV Pokémon, em 5 de junho de 2017, no Cartoon Network e 1 de novembro de 2018, na Netflix. Em Portugal, estreou em 6 de outubro de 2017, no canal Biggs. Esta série narra as aventuras de Ash através de Alola.

## Enredo
Ash, Delia e Mr. Mime, apelidado de Mime, estão de férias na região de Alola, quando Ash tem um encontro com Tapu Koko, o guardião Pokémon da Ilha de Melemele, que o apresenta a Pulseira Z, um dispositivo que, quando emparelhado com um cristal especial, permite que um Pokémon lance um movimento poderoso quando sincronizado com seu treinador. Isso o leva a ficar em Alola e se matricular na escola Pokémon local. Quando ele decide realizar os testes necessários para dominar o poder do Anel Z, os novos colegas de classe de Ash: Victoria, Lulú, Lillian, Cris e Kiawe decidem ajudá-lo. Equipe Rocket, com James sendo mais decisivo e líder do que na série anterior, também estão nas Ilhas de Alola, e uma piada é que eles se tornaram "adotados" por um Bewear que aparece e os leva de volta para sua caverna, todas as vezes em que são derrotados, ao invés da tradicional conclusão "Equipe Rocket Decolando de Novo". Equipe Skull mal aparecem na série e são facilmente derrotados por movimentos Z. É a Equipe Rocket que vai atrás do lendário Necrozma, e a empresária Samina e o cientista Fábio que estão interessados em Nebulino e nas misteriosas Ultra Criaturas. O professor Nogueira inaugura a primeira liga oficial de Alola, e no final das contas, Ash vence uma liga pela primeira vez se tornando o primeiro campeão de Alola. Depois, a Escola Pokémon entra de férias e Ash decide voltar para Kanto.

## Personagens
| Personagens                                        | Tipo                  |
| -------------------------------------------------- | --------------------- |
| Ash Ketchum                                        | Principal             |
| Pikachu                                            | Principal             |
| Vitória (Brasil) ou Lana (Portugal)                | Principal             |
| Lulú (Brasil) ou Mallow (Portugal)                 | Principal             |
| Lillian (Brasil) ou Lillie (Portugal)              | Principal             |
| Chris (Brasil) ou Sófocles (Portugal)              | Principal             |
| Kiawe                                              | Principal             |
| Misty Williams                                     | Principal             |
| Brock Harrison                                     | Principal             |
| Jessie                                             | Antagonista Principal |
| James                                              | Antagonista Principal |
| Meowth                                             | Antagonista Principal |
| Giovanni                                           | Antagonista Principal |
| Matori                                             | Antagonista Principal |
| Guzma                                              | Antagonista Principal |
| Tupp                                               | Antagonista Principal |
| Rapp                                               | Antagonista Principal |
| Zipp                                               | Antagonista Principal |
| Plumeria                                           | Antagonista Principal |
| Delia Ketchum                                      | Secundário            |
| Prof. Carvalho (Brasil) ou Oak (Portugal)          | Secundário            |
| Prof. Nogueira (Brasil) ou Kukui (Portugal)        | Secundário            |
| Gabriel Carvalho (Brasil) ou Samson Oak (Portugal) | Secundário            |
| Professora Bruna (Brasil) ou Burnet (Portugal)     | Secundário            |
| Gladio (Brasil) ou Gladion (Portugal)              | Secundário            |
| Enfermeira Joy                                     | Secundário            |
| Policial (Brasil) ou Agente (Portugal) Jenny       | Secundário            |
| Hibi (Brasil) ou Hau (Portugal)                    | Secundário            |
| Samina (Brasil) ou Wicke (Portugal)                | Secundário            |
| Fábio (Brasil) ou Faba (Portugal)                  | Secundário            |
| Lara (Brasil) ou Lusamine (Portugal)               | Secundário            |

## Temporadas
Esta série é dividido por 3 temporadas:
- 20ª temporada: Sol e Lua (Brasil) ou A Série: Sol e Lua (Portugal)[5]: 43 episódios
- 21ª temporada: Sol e Lua: Ultra Aventuras (Brasil) ou A Série: Sol e Lua - Ultra-Aventuras (Portugal)[6]: 49 episódios
- 22ª temporada: Sol e Lua: Ultra Lendas (Brasil) ou A Série: Sol e Lua - Ultralendas (Portugal)[7]: 54 episódios

## Episódios

### 20ª Temporada (Pokémon: Sol e Lua)
Pokémon: Sun & Moon (anunciado como Pokémon the Series: Sun & Moon) é a vigésima temporada do anime Pokémon, e a primeira temporada de Pokémon the Series: Sun & Moon. Continuando nesta temporada, segue as aventuras de Ash Ketchum e Pikachu como eles vão viajar para a região de Alola, para ir à escola, fazem ensaios de face, e aprendem a usar o poder de Z-moves.
A temporada estreou no Japão em 17 de novembro de 2016 no TV Tokyo. Também foi adicionado ao Netflix japonês com todos os episodios que estão sendo exibidos. Nos Estados Unidos, não exibirá no Cartoon Network, mas foi exibido no Disney XD, pré-estreou em 5 de dezembro de 2016, com 2 primeiros episódios e a exibição do décimo nono filme, Pokémon the Movie: Volcanion and the Mechanical Marvel. Relançados com estreia em 17 de março e 12 de maio de 2017. Nos dias seguintes, foram exibidos outros episódios da temporada.
No Brasil, Pokémon: A Série Sol e Lua foi exibido no dia 21 de abril toda sexta-feira no TV Pokémon, 5 de junho de 2017 no Cartoon Network e 1 de novembro de 2018 na Netflix. Em Portugal, o canal Biggs estreou em 6 de outubro de 2017.
| EP# | EP#    | Título em Português Título Original | Na transmissão | Na transmissão                                   |
| #   | #      | Título em Português Título Original | Japão          | Brasil                                           |
| --- | ------ | --- | -------------- | ------------------------------------------------ |
| 951 | SM–001 | "Alola às Novas Aventuras! Alola! Novas Ilhas, Novos Pokémon!" "Alola! Hajimete no shima, hajimete no pokemon-tachi!! (アローラ！はじめての島、はじめてのポケモンたち！！)"                          | 17/11/2016     | 21/04/2017 TV Pokémon 5/06/2017 Cartoon Network  |
| 952 | SM–002 | "O Desafio do Guardião! Enfrentando a Divindade Tapu Koko! Vamos Dominar Nosso Z-Move!" "Mamorigami Tapu Koko tōjō! Chōsen, ore-tachi no Z-waza!! (守り神カプ・コケコ登場！挑戦、オレたちのZワザ!!)" | 17/11/2016     | 28/04/2017 TV Pokémon 6/06/2017 Cartoon Network  |
| 953 | SM–003 | "Carregando o Dex!! "Prazer em Conhecer". Eu sou Rotom Zukan, Roto!" "Yorotoshiku, boku, Rotomu Zukan Roto! (ょロトしく、ポク、ロトム図鑑ロト！)"                                                    | 24/11/2016     | 5/05/2017 TV Pokémon 7/06/2017 Cartoon Network   |
| 954 | SM–004 | "A Primeira Captura em Alola Estilo Ketchum!!!! "Entra Mokuroh! Eu Capturei um Pokémon em Alola!" "Mokuroh tōjō! Alola de Pokémon getto da ze! (モクロー登場！アローラでポケモンゲットだぜ!!)"       | 24/11/2016     | 12/05/2017 TV Pokémon 8/06/2017 Cartoon Network  |
| 955 | SM–005 | "Bolhas, Bolhas! Vai Popplio!!!!! Ashimari, Faça seu Baloeiro!" "Ashimari, kan parūn! (アシマリ、がんバルーン！)"                                                                                    | 1/12/2016      | 19/05/2017 TV Pokémon 12/06/2017 Cartoon Network |
| 956 | SM–006 | "Ida Eletrizante ao Mercado!!!! Zing Zap Togedemaru!" "Biribiri chikuchiku Togedemaru! (びりびりちくちくトゲデマル！)"                                                                               | 8/12/2016      | 26/05/2017 TV Pokémon 13/06/2017 Cartoon Network |
| 957 | SM–007 | "É por isso que Litten é um Rebelde!!!! "O Vagabundo do Mercado, Nyabī!" "Ichiba no fūraibō Nyabī! (市場の風来坊ニャビー!)"                                                                          | 15/12/2016     | 2/06/2017 TV Pokémon 14/06/2017 Cartoon Network  |
| 958 | SM–008 | "O Desafio Ovocionante da Lillian!!!! "Quem vai ficar com o ovo?" "Tamago-gakari wa daaare da? (タマゴ係はだ～れだ？)"                                                                               | 22/12/2016     | 9/06/2017 TV Pokémon 15/06/2017 Cartoon Network  |
| 959 | SM–009 | "Para Derrotar um Totem! O Pokémon Totem é Dekagoos!" "Nushi Pokémon wa Dekagoos! (ぬしポケモンはデカグース！)"                                                                                      | 5/01/2017      | 16/06/2017 TV Pokémon 17/07/2017 Cartoon Network |
| 960 | SM–010 | "Prova e Tribulação! Trabalhando o Movimento Z?! Desafiando o grande julgamento !!" "Deru ka Z-waza! Daishiren e no chōsen!! (出るかＺワザ！ 大試練への挑戦！！)"                                    | 12/01/2017     | 23/06/2017 TV Pokémon 18/07/2017 Cartoon Network |
| 961 | SM–011 | "O Jovem Kiawe Tinha uma Fazenda, ia, ia, ô! "Satoshi visita Kaki!" "Satoshi, kaki n chi ni iku! (サトシ、カキんちに行く！)"                                                                         | 19/01/2017     | 30/06/2017 TV Pokémon 19/07/2017 Cartoon Network |
| 962 | SM–012 | "O Sol, O Medo, O Esconderijo Secreto!!! Lição extracurricular é com Hidoide!?" "Kagai jugyō wa Hidoide!? (課外授業はヒドイデ！？)"                                                                  | 26/01/2017     | 7/07/2017 TV Pokémon 20/07/2017 Cartoon Network  |
| 963 | SM–013 | "Correndo Para um Grande Evento! A grande corrida de panquecas em Alola!" "Alola pankēki dai rēsu! (アローラパンケーキ大レース！)"                                                                   | 2/02/2017      | 14/07/2017 TV Pokémon 28/08/2017 Cartoon Network |
| 964 | SM–014 | "Conhecendo-nos Melhor! O fruto do valor, Lillie e Rokon!" "Yūki no kesshō, Lilie to Rokon! (勇気の結晶、リーリエとロコン！)"                                                                        | 9/02/2017      | 21/07/2017 TV Pokémon 29/08/2017 Cartoon Network |
| 965 | SM–015 | "Agitos na Colina da Marca de Garra! Arranhões na montanha, Iwanko e Lugarugan!" "Tsumeato no oka, Iwanko to Lugarugan!! (爪あとの丘、イワンコとルガルガン！！)"                                     | 23/02/2017     | 28/07/2017 TV Pokémon 30/08/2017 Cartoon Network |
| 966 | SM–016 | "Aventuras Sem Treinadores! Um pequeno trio, uma grande aventura!" "Chīsa na sanbiki, ōki na bōken!! (小さな三匹、大きな冒険！！)"                                                                   | 2/03/2017      | 4/08/2017 TV Pokémon 31/08/2017 Cartoon Network  |
| 967 | SM–017 | "Uma Investigação Cristalina! O detetive Rotom de Alola! O mistério do cristal perdido!!" "Alola tantei Rotom! Kieta crystal no nazo!! (アローラ探偵ロトム！消えたクリスタルの謎！！)"               | 9/03/2017      | 11/08/2017 TV Pokémon 4/09/2017 Cartoon Network  |
| 968 | SM–018 | "Uma Busca Temperada! De verdade!? Operação de cozinhar da Mao!!" "Maji!? Mao no oryōri daisakusen!! (マジィ！？マオのお料理大作戦！！)"                                                             | 16/03/2017     | 18/08/2017 TV Pokémon 5/09/2017 Cartoon Network  |
| 969 | SM–019 | "Uma Revanche Com o Guardião! Treinamento intenso de descarga elétrica! Uma revanche com Tapu Koko!!" "Dengeki mōtokkun! Tapu Koko to no saisen!! (電撃猛特訓！カプ・コケコとの再戦！！)"            | 23/03/2017     | 25/08/2017 TV Pokémon 6/09/2017 Cartoon Network  |
| 970 | SM–020 | "Promessas Parceiras! A Promessa entre Satoshi e Pikachu" "Satoshi to Pikachu, futari no yakusoku (サトシとピカチュウ、二人の約束)"                                                                  | 6/04/2017      | 1/09/2017 TV Pokémon 7/09/2017 Cartoon Network   |
| 971 | SM–021 | "Uma Jornada Termina e Outra Começa! É Hora de Nyabī Partir!" "Nyabby, tabidachi no toki! (ニャビー、旅立ちの時！)"                                                                                  | 6/04/2017      | 8/09/2017 TV Pokémon 16/10/2017 Cartoon Network  |
| 972 | SM–022 | "Uma Busca Pela Pá... de Arrepiar! Cuidado com as Pás!!!" "Schop ni yōchūi!!! (スコップに要注意！！！)"                                                                                              | 13/04/2017     | 15/09/2017 TV Pokémon 17/10/2017 Cartoon Network |
| 973 | SM–023 | "Reunindo a Banda! Uma verdadeira surpresa! Dugtrio se separa!?" "Shōgeki! Dugtrio kaisan!? (衝撃！ダグトリオ解散！？)"                                                                              | 20/04/2017     | 22/09/2017 TV Pokémon 18/10/2017 Cartoon Network |
| 974 | SM–024 | "Portas Abertas de Alola! Alola! O primero dia de visitas!!" "Alola! Hajimete no jugyō sankan!! (アローラ！はじめての授業参観！！)"                                                                  | 27/04/2017     | 29/09/2017 TV Pokémon 19/10/2017 Cartoon Network |
| 975 | SM–025 | "Uma Batalha Entre Equipes! A luta pelo cristal! Equipe Rocket contra a Equipe Caveira!!!" "Cristal sōdatsusen! Rocket-dan tai Skull-dan!!! (クリスタル争奪戦！ロケット団対スカル団！！！)"          | 4/05/2017      | 6/10/2017 TV Pokémon 23/10/2017 Cartoon Network  |
| 976 | SM–026 | "Tchau, tchau, Chris! Adeus, Māmane!" "Sayonara, Māmane! (さよならマーマネ！)" | 11/05/2017     | 13/10/2017 TV Pokémon 24/10/2017 Cartoon Network |
| 977 | SM–027 | "Uma Rivalidade de Olhares! Apareça! Lugarugan de olhos vermelhos!!" "Ide yo! Kurenai no manazashi Lugarugan!! (出でよ！紅の眼差しルガルガン！！)"                                                   | 18/05/2017     | 20/10/2017 TV Pokémon 25/10/2017 Cartoon Network |
| 978 | SM–028 | "O Jogo de Pokémon Beisebol! Feroz Poke base! Objetivo Quadrangular invertido!!" "Nettō Pokébase! Nerae gyakuten home run!! (熱闘ポケベース！ねらえ逆転ホームラン！！)"                              | 25/05/2017     | 27/10/2017 TV Pokémon 26/10/2017 Cartoon Network |
| 979 | SM–029 | "No Mundo dos Sonhos! Nemush também adormeceu na floresta Nemash?" "Nemush no mori de anata mo Nemashu? (ネマシュの森であなたも寝ましゅ？)"                                                          | 8/06/2017      | 3/11/2017 TV Pokémon 2/01/2018 Cartoon Network   |
| 980 | SM–030 | "A Troca dos Pokémon! Lillie, cuide bem do Pikachu" "Lilie, Pikachu wo kawaigatte agete ne (リーリエ、ピカチュウをかわいがってあげてね)"                                                             | 15/06/2017     | 10/11/2017 TV Pokémon 3/01/2018 Cartoon Network  |
| 981 | SM–031 | "A Encantadora da Ilha! Entra Lychee, estudante de honra da classe seguinte!" "Tonari no class no yūtōsei, Lychee tōjō! (隣のクラスの優等生、イリマ登場！)"                                          | 22/06/2017     | 17/11/2017 TV Pokémon 4/01/2018 Cartoon Network  |
| 982 | SM–032 | "Caça ao Tesouro ao Estilo de Akala! Encontre o tesouro! A procura com Mooland!!" "Otakara hakken! Mūrando sāchi!! (お宝発見！ムーランドサーチ！！)"                                                 | 29/06/2017     | 24/11/2017 TV Pokémon 8/01/2018 Cartoon Network  |
| 983 | SM–033 | "Grande Céu, Peixinho! O poderoso Yowashi, Totem do Lago!" "Yowashi tsuyoshi, ike no nushi! (ヨワシ強し、池のぬし！)"                                                                                | 6/07/2017      | 1/12/2017 TV Pokémon 9/01/2018 Cartoon Network   |
| 984 | SM–034 | "A Hora Principal da Verdade! Uma batalha feroz! Garagara aparece!!" "Honō no battle! Garagara arawaru!! (炎のバトル！ガラガラあらわる！！)"                                                         | 20/07/2017     | 8/12/2017 TV Pokémon 10/01/2018 Cartoon Network  |
| 985 | SM–035 | "Desafios e Sabores! Uma bela batalha de curry! A dança do Lurantis!!" "Curry na battle! Rarantes no mai!! (カレーなバトル！ラランテスの舞！！)"                                                     | 27/07/2017     | 15/12/2017 TV Pokémon 11/01/2018 Cartoon Network |
| 986 | SM–036 | "Provas e Determinações! O grande teste de Lychee! O jogo Pokémon mais difícil!!" "Lychee no daishiren! Ichiban hard na Pokémon shōbu!! (ライチの大試練！一番ハードなポケモン勝負！！)"              | 3/08/2017      | 22/12/2017 TV Pokémon 15/01/2018 Cartoon Network |
| 987 | SM–037 | "Evolução nas Ruínas! Iwanko e o Espírito Guardião das Ruínas da Vida!" "Iwanko to inochi no iseki no mamorigami! (イワンコといのちの遺跡の守り神！)"                                                | 10/08/2017     | 29/12/2017 TV Pokémon 19/02/2018 Cartoon Network |
| 988 | SM–038 | "Mimikyu Desmacarado? O disfarce de Mimikyu!" "Mimikyu no bake no ka wa! (ミミッキュのばけのかわ！)"                                                                                                 | 17/08/2017     | 5/01/2018 TV Pokémon 20/02/2018 Cartoon Network  |
| 989 | SM–039 | "Lulú e a Lição na Floresta! Mao e Yareyūtan fora de controle!" "Iede no Mao to Yareyūtan! (家出のマオとヤレユータン！)"                                                                             | 24/08/2017     | 12/01/2018 TV Pokémon 21/02/2018 Cartoon Network |
| 990 | SM–040 | "Bolhas, Brionne e Batalha! Ashimari, Osyamari, a fúria de Dadarin!" "Ashimari, Osyamari, ikari no Dadarin! (アシマリ、オシャマリ、いかりのダダリン！)"                                              | 31/08/2017     | 19/01/2018 TV Pokémon 22/02/2018 Cartoon Network |
| 991 | SM–041 | "Uma Corrida Eletrizante! Acelera, Denjimushi!" "Dasshu, Denjimushi! (ダッシュ、デンヂムシ！)" | 7/09/2017      | 26/01/2018 TV Pokémon 26/02/2018 Cartoon Network |
| 992 | SM–042 | "Alola, Kanto! Alola em Kanto! Takeshi e Kasumi!!" "Kantō de Arōra! Takeshi to Kasumi!! (カントーでアローラ！タケシとカスミ！！)"                                                                    | 14/09/2017     | 2/02/2018 TV Pokémon 27/02/2018 Cartoon Network  |
| 993 | SM–043 | "Quando Regiões se Enfrentam! Batalha no Ginásio! Movimento Z contra Mega Evolução!!" "Jimu batoru! Z-waza tai megashinka!! (ジムバトル！Ｚワザ対メガシンカ！！)"                                    | 21/09/2017     | 9/02/2018 TV Pokémon 28/02/2018 Cartoon Network  |

### 21ª Temporada (Pokémon: Sol e Lua: Ultra Aventuras)
| Episódios | Episódios | Título em Português Título Original | Na transmissão | Na transmissão             |
| #         | #         | Título em Português Título Original | Japão          | Brasil                     |
| --------- | --------- | --- | -------------- | -------------------------- |
| 994       | SM–044    | "Um Encontro dos Sonhos! Satoshi e Hoshigumo! Encontro misterioso!!" "Satoshi to Hoshigumo! Fushigina deai!! (サトシとほしぐも！不思議な出会い！！)"                                                     | 5/10/2017      | 4/06/2018 Cartoon Network  |
| 995       | SM–045    | "Cadê? Sumiu! Hoshigumo em pânico! Teletransporte repentino!!" "Hoshigumo panikku! Terepōto wa totsuzen ni!! (ほしぐもパニック！テレポートは突然に！！)"                                                 | 12/10/2017     | 5/06/2018 Cartoon Network  |
| 996       | SM–046    | "As Aparências Enganam! Andando, em busca do Metamon transformado!" "Henshin Metamon, sagasu n da mon! (変身メタモン、探すんだモン！)"                                                                   | 19/10/2017     | 6/06/2018 Cartoon Network  |
| 997       | SM–047    | "Um Alerta Mascarado! Gladion e Silvally! A máscara do castigo!!" "Gurajio to Silvady! Imashime no kamen!! (グラジオとシルヴァディ！戒めの仮面！！)"                                                     | 26/10/2017     | 7/06/2018 Cartoon Network  |
| 998       | SM–048    | "A Noite das Mil Poses! Poses com toda força na festa dos pijamas!" "Zenryoku pōzu de otomari-kai! (ゼンリョクポーズでお泊まり会！)"                                                                     | 2/11/2017      | 11/06/2018 Cartoon Network |
| 999       | SM–049    | "Missão: Lembranças! Lillie e Silvally, recuperando a memória!" "Rīrie to Shiruvadi, yomigaeru kioku! (リーリエとシルヴァディ、よみがえる記憶！)"                                                        | 9/11/2017      | 12/06/2018 Cartoon Network |
| 1000      | SM–50     | "A Vingança de Fábio! O contra-ataque de Sauboh! O sequestro de Hoshigumo!!" "Zaobō no gyakushū! Sarawa reta Hoshigumo!! (ザオボーの逆襲！さらわれたほしぐも！！)"                                       | 16/11/2017     | 13/06/2018 Cartoon Network |
| 1001      | SM–51     | "Determinação em Família! Lillie Empenhada! Um Ato de Fuga Determinado!" "GanbaRirie! Ketsui no iede! (がんばリーリエ！決意の家出！)"                                                                    | 23/11/2017     | 14/06/2018 Cartoon Network |
| 1002      | SM–52     | "Revelando a Lenda! Altar do Sol! Solgaleo desce!!" "Nichirin no saidan! Solgaleo kōrin!! (日輪の祭壇！ソルガレオ降臨！！)"                                                                              | 30/11/2017     | 18/06/2018 Cartoon Network |
| 1003      | SM–53     | "Resgatando a Teimosa! Apresse-se! Operação de resgate de Lusamine!!" "Isoge! Lusamine kyūshutsu daisakusen!! (急げ！ルザミーネ救出大作戦！！)"                                                          | 7/12/2017      | 19/06/2018 Cartoon Network |
| 1004      | SM–54     | "Motivos Chocantes Para Batalhar! Brilhe, anel Z! Com 10.000.000 Volts Poderosamente Carregado!" "Kagayake Z-Power Ring! Chō zenryoku no Senman Bolt!! (急げ！ルザミーネ救出大作戦！！)"                 | 14/12/2017     | 20/06/2018 Cartoon Network |
| 1005      | SM–55     | "A Nova Aventura dos Professores! Obrigado, Solgaleo! Nosso Hoshigumo!!" "Arigatō sorugareo! Oretachi no hoshi gumo! ! (ありがとうソルガレオ！俺たちのほしぐも！！)"                                     | 21/12/2017     | 21/06/2018 Cartoon Network |
| 1006      | SM–56     | "O Pokémon Dorminhoco! Um forte dorminhoco: o segredo de Nekkoara" "Neruko wa tsuyoi, nekkoara no himitsu! (寝る子は強い、ネッコアラの秘密！)"                                                           | 28/12/2017     | 25/06/2018 Cartoon Network |
| 1007      | SM–57     | "O Rotom Está Fora de Controle! Rotom, a mudança de forma não pode parar!" "Rotomu, forumuchenji ga tomaranai! (ロトム、フォルムチェンジが止まらない！)"                                                 | 11/01/2018     | 26/06/2018 Cartoon Network |
| 1008      | SM–58     | "Lutando Para Não Chorar! Não chore, Hidoide!" "Nakanaide Hidoide! (泣かないでヒドイデ！)" | 18/01/2018     | 27/06/2018 Cartoon Network |
| 1009      | SM–59     | "Provando o Azedo e o Doce! Mao e Suiren: Memórias Agridoces!" "Mao soshite Suiren : Amai omoide! (マオとスイレン、にがあまメモリーズ！)"                                                                | 25/01/2018     | 28/06/2018 Cartoon Network |
| 1010      | SM–60     | "Com Vantagem na Competição! Lillie está subindo pelo ar! O Torneiro de Salto de PokéTrenó!" "Kūki o tsukinuketeimasu！ Pokeddojanputōnamento！ (リーリエ飛びます！ポケゾリジャンプ大会！！)"            | 1/02/2018      | 30/07/2018 Cartoon Network |
| 1011      | SM–61     | "Uma Missão de Ultra-Urgência! Movam-se! Nossos Ultra Guardiões!" "shuppatsu suru! anata wa watashitachi no urutora gadiandesu! (出発する！あなたは私たちのウルトラガーディアンです！)"                  | 8/02/2018      | 31/07/2018 Cartoon Network |
| 1012      | SM–62     | "Agindo Como Se Espera! O Meowth Escuro é um Alola Meowth?!" "aku no nyasu wa arora nyasu!? (悪のニャースはアローラニャース！？)"                                                                        | 15/02/2018     | 1/08/2018 Cartoon Network  |
| 1013      | SM–63     | "Chegando ao Limite! Queime com Paixão, Litten! Derrote o Incineroar!!" "moeagare nyabby! dato gaogaen!! (燃え上がれニャビー！打倒ガオガエン！！)"                                                       | 22/02/2018     | 2/08/2018 Cartoon Network  |
| 1014      | SM–64     | "Ash e Passimian! O "Touchdown" de Uma Amizade!! Satoshi e Passimian! O Aterrissar de uma Amizade!!" "Satoshi to nagetsukesaru! yujo no tacchidaun ！ ！ (サトシとナゲツケサル！友情のタッチダウン！！)" | 1/03/2018      | Banido                     |
| 1015      | SM–65     | "Chamando a Atenção e Treinando Muito! Ilima e Eevee Fazem Sua Ilimaparição!!" "Irima to ibui ma irima su!! (イリマとイーブイまイリマす！！)"                                                            | 8/03/2018      | 8/08/2018 Cartoon Network  |
| 1016      | SM–66     | "Smashing Com Rascunho! Esmagando Com Esboços! A Feroz Partida de Poké-Ping Pong!!" "Sukecchi de sumasshu! gekito pokepinpon! (スケッチでスマッシュ！激闘ポケピンポン!)"                                 | 15/03/2018     | 24/09/2018 Cartoon Network |
| 1017      | SM–67     | "Amor à Primeira Rodada! O Amante da Luz! O Poipole que Gira e Gira!" "Pikapika dai suki! kurukuru bebenomu!! (ピカピカだいすき！くるくるベベノム!!)"                                                    | 22/03/2018     | 25/09/2018 Cartoon Network |
| 1018      | SM–68     | "Vida Real... Contrata-se! Experiência de Trabalho! Na Corrida do Relógio do Pokémon Center!!" "O shigoto taiken! pokemonsenta 24 ji! (お仕事体験！ポケモンセンター24時!!)"                              | 5/04/2018      | 26/09/2018 Cartoon Network |
| 1019      | SM–69     | "Hora de Acordar, Nave! Brilhe, Espaçonave Celesteela!!!" "Kagayake hoshi fune tekkaguya! (輝け星舟テッカグヤ！)"                                                                                        | 12/04/2018     | 8/10/2018 Cartoon Network  |
| 1020      | SM–70     | "A Jovem Chama Volta a Atacar! Proteja o Rancho!! A Chama Azul Contra-Ataca!!!" "Bokujo o mamore gyakushu no aoki hono!! (牧場を守れ！逆襲の蒼き炎!!)"                                                   | 19/04/2018     | 9/10/2018 Cartoon Network  |
| 1021      | SM–71     | "Capturando a Vitória! Dewpider Captura Suiren!!" "Shizukumo, daze! (シズクモ、スイレンゲットだぜ！)" | 26/04/2018     | 10/10/2018 Cartoon Network |
| 1022      | SM–72     | "Adoçando o que é Azedo! Panela-tan-tan! Queime com Paixão, a Família de Mao!!" "Panpakapan! Moeyo mao famiri!! (パンパカパーン！燃えよマオファミリー!!)"                                                | 26/04/2018     | 11/10/2018 Cartoon Network |
| 1023      | SM–73     | "Porque não me dá uma Pulseira Z! Peregrinação na Ilha da Equipe Rocket?! Pegue o Z-Ring?!" "Rokettodan no shima meguri!? Z ringu o getto seyo!! (ロケット団の島めぐり！？Zリングをゲットせよ!!)"        | 3/05/2018      | 15/10/2018 Cartoon Network |
| 1024      | SM–74     | "Prova para os Melhores! Este Velho Desagradável é o Rei da Ilha?!" "Cho waru oyaji wa shima kingu!? (ちょーワルおやじはしまキング!?)"                                                                   | 10/05/2018     | 16/10/2018 Cartoon Network |
| 1025      | SM–75     | "Um Pouco de Preguiça! Tapu Bulu! O Intenso Treinamento Preguiçoso!!" "Kapu-Bulul! Gu tara mō tokkun!! (カプ・ブルル！ぐーたらモー特訓!!)"                                                               | 17/05/2018     | 17/10/2018 Cartoon Network |
| 1026      | SM–76     | "Uma Batalha Adiada! Super Showdown! Pikachu VS Mimikyu!!" "Sūpā kessen! Pikachū VS Mimikkyu!! (カプ・ブルル！ぐーたらモー特訓!!)"                                                                       | 24/05/2018     | 18/10/2018 Cartoon Network |
| 1027      | SM–77     | "Guiando o Autocontrole! O Grande Desafio De Kuchinashi! O Despertar De Lycanroc!!" "Kuchinashi no dai shiren! Lugarugan kakusei!! (クチナシの大試練！ルガルガン覚醒！！)"                               | 31/05/2018     | 2/01/2019 Cartoon Network  |
| 1028      | SM–78     | "Girando e Brilhando! O Confronto Das Ultra Beasts! A Grande Operação Estrondosa!!" "Gekitotsu urutorabīsuto! Dondonbachibachi dai sakusen!! (激激突ウルトラビースト！ドンドンバチバチ大作戦！！)"       | 7/06/2018      | 3/01/2019 Cartoon Network  |
| 1029      | SM–79     | "Enchendo o Mundo de Amor! Minior E Poipole, Uma Promessa Que Desapareceu No Estrelado!" "Minior and Poipole, the Promise that Disappeared into the Starry Sky! (メテノとベベノム、星空に消えた約束！)"  | 14/06/2018     | 7/01/2019 Cartoon Network  |
| 1030      | SM–80     | "Uma Aventura Cavernosa! A Tempestade De Areia! Uma Batalha Em Dupla Na Caverna Congelada!!" "Sandshrew's Storm! Ice Cave Double Battle!! (サンドの嵐！氷穴のダブルバトル！！)"                          | 28/06/2018     | 8/01/2019 Cartoon Network  |
| 1031      | SM–81     | "Uma Nova Chama Real! Alola's Young Fire! The Birth of Royal Satoshi!!" "Arora no wakaki hono! Roiyaru Satoshi tanjo!! (アローラの若き炎！ロイヤルサトシ誕生！！)"                                       | 5/07/2018      | 9/01/2019 Cartoon Network  |
| 1032      | SM–82     | "A Dança da Evolução! Dance Dance in Evolution?" "Dansu dansu de shinka sen ka? (ダンスダンスで進化せんか？)"                                                                                            | 19/07/2018     | 10/01/2019 Cartoon Network |
| 1033      | SM–83     | "Olha, Encolhi as Crianças! Satoshi, Becomes Small" "Satoshi, chīsaku naru (サトシ、ちいさくなる)" | 26/07/2018     | 14/01/2019 Cartoon Network |
| 1034      | SM–84     | "Um Mistério Artístico! The Shape Of Love To Come !" "Kazoku no katachi, bebenomu no kimochi! (家族のカタチ、ベベノムのキモチ！)"                                                                        | 2/08/2018      | 15/01/2019 Cartoon Network |
| 1035      | SM–85     | "O Longo Salto de Volta Para Casa! Leap and Climb, Tundetunde!" "Toned no botte, Tundetunde! (トンデノボッテ、ツンデツンデ！)"                                                                           | 9/08/2018      | 16/01/2019 Cartoon Network |
| 1036      | SM–86     | "Eu Escolho o Paraíso! I Choose Here! Pokémon Hot Spring Paradise!!" "Koko ni kimeta! Pokemon yukemuri paradaisu!! (ココにきめた！ポケモン湯けむりパラダイス！！)"                                       | 16/08/2018     | 17/01/2019 Cartoon Network |
| 1037      | SM–87     | "Enchendo a Luz Com Escuridão! Alola's Crisis! The Darkness that Eats Radiance!!" "Arōra no kiki! Kagayaki o kurau yami!! (アローラの危機！かがやきを喰らう闇！！)"                                      | 23/08/2018     | 21/01/2019 Cartoon Network |
| 1038      | SM–88     | "A Escuridão Envolvente! Lunala VS UB:BLACK! A Full Moon Battle!!" "Runaāra tai UB: Burakku! Mangetsu no tatakai!! (ルナアーラ対UB:BLACK！満月の戦い！！)"                                               | 30/08/2018     | 22/01/2019 Cartoon Network |
| 1039      | SM–89     | "O Prisma Entre a Luz e a Escuridão! Prism of Light and Darkness, Its Name is Necrozma!!" "Hikari to yami no purizumu, sononaha nekurozuma!! (光と闇のプリズム、その名はネクロズマ！！)"                 | 6/09/2018      | 12/02/2019 Cartoon Network |
| 1040      | SM–90     | "Protegendo o Futuro! Connect to the Future! The Legend of the Radiant One!" "Mirai e tsunage! Kagayaki-sama no densetsu!! (未来へつなげ！かがやきさまの伝説！！)"                                       | 13/09/2018     | 13/02/2019 Cartoon Network |
| 1041      | SM–91     | "Um Montão de Pikachu! It's a Pikachu Outbreak! The Pikachu Valley!!" "Tairyō hassei-chū! Pikachū nota ni! ! (大量発生チュウ！ピカチュウのたに！！)"                                                     | 7/10/2018      | 14/02/2019 Cartoon Network |
| 1042      | SM–92     | "Um Encontro Real! Kukui's Desperate Situation! Another Royal Mask!!" "Kukui zettaizetsumei! Mōhitori no roiyarumasuku! ! (ククイ絶体絶命！もう一人のロイヤルマスク！！)"                                | 14/10/2018     | 2019 Cartoon Network       |

### 22ª Temporada (Pokémon: Sol e Lua: Ultra Lendas)
| EP#  | EP#    | Título em Português Brasileiro Título em Português Europeu Título Original                                                                                                  | Na transmissão | Na transmissão                              |
| #    | #      | Título em Português Brasileiro Título em Português Europeu Título Original                                                                                                  | Japão          | Brasil Portugal                             |
| ---- | ------ | --- | -------------- | ------------------------------------------- |
| 1043 | SM–93  | "Lílianete e o Bastão! Lillier e o Ceptro!" "Yūsha ririeru to arōra no tsue! (勇者リリエルとアローラの杖！)"                                                                | 21/10/2018     | 3/06/2019 Cartoon Network 18/11/2019 Biggs  |
| 1044 | SM–94  | "Uma Casa Mal-Assombrada Para Todo Mundo! Uma Casa Assombrada Para Todos!" "Gōsutopokemon dai shūgō! Min'na no obakeyashi! (ゴーストポケモン大集合！みんなのお化け屋敷！)"  | 28/10/2018     | 4/06/2019 Cartoon Network 19/11/2019 Biggs  |
| 1045 | SM–95  | "Uma Perturbação Elétrica! Confusão Faiscante" "Vu~era kazan, gorōngorōnya ya ma o toko! (ヴェラ火山、ゴローンゴローニャやまおとこ！)"                                      | 4/11/2018      | 5/06/2019 Cartoon Network 20/11/2019 Biggs  |
| 1046 | SM–96  | "Em Busca de Stufful! O Stufful Está Em Família!" "Roketto-dan to nuikoguma! (ロケット団とヌイコグマ！)"                                                                    | 11/11/2018     | 6/06/2019 Cartoon Network 21/11/2019 Biggs  |
| 1047 | SM–97  | "Não Deixar Pedra Sobre Pedra! Novo Rival, Nova Técnica, Novo Rowlet!" "Takumi no Fukusuro!! Nemuri no Mokuro zzz (匠のフクスロー！！眠りのモクローzzz)"                    | 18/11/2018     | 10/06/2019 Cartoon Network 22/11/2019 Biggs |
| 1048 | SM–98  | "Holofotes Brilhantes e Grandes Mudanças! Luzes, Câmaras, Mudanças!" "Kombi Kansai!? Satoshi to Rotomu (コンビ解散！？サトシとロトム)"                                      | 25/11/2018     | 11/06/2019 Cartoon Network 25/11/2019 Biggs |
| 1049 | SM–99  | "Sabemos Para Onde Está Indo, Eevee! Nós Sabemos Aonde É Que Vais, Eevee!" "Ībui doko iku no? Ano ko ni ai ni doko made mo! (イーブイどこいくの？あのコに会いにどこまでも)" | 2/12/2018      | 12/06/2019 Cartoon Network 26/11/2019 Biggs |
| 1050 | SM–100 | "Enfrentando a Criatura Interior! Combater Contra A Fera Interior!" "Kaze o tatsu inazuma! Sononaha zeraora! ! (風を断つ稲妻！その名はゼラオラ！！)"                        | 9/12/2018      | 13/06/2019 Cartoon Network 27/11/2019 Biggs |
| 1051 | SM–101 | "Amizades Paralelas!" "Hanate! Yūjō no tsuinsupākingugigaboruto! ! (放て！友情のツインスパーキングギガボルト！！)"                                                          | 16/12/2018     | 15/07/2019 Cartoon Network 28/11/2019 Biggs |
| 1052 | SM–102 | "Alola, Alola!" "Arōra de arōra! Takeshi to Kasumi! (アローラでアローラ！タケシとカスミ！！)"                                                                               | 23/12/2018     | 16/07/2019 Cartoon Network 29/11/2019 Biggs |
| 1053 | SM–103 | "Coração de Fogo, Coração de Pedra!" "Iwa o mo kudaku atsuki hāto! Raichi to Takeshi! ! (岩をも砕く熱きハート！ライチとタケシ！！)"                                         | 6/1/2019       | 17/07/2019 Cartoon Network 02/12/2019 Biggs |
| 1054 | SM–104 | "Uma Pesquisa Apimentada! Pesquisa na Ilha com Sabor a Picante!" "Poni shima no jiyukenkyū! Shima kingu o sagase! ! (ポニ島の自由研究！しまキングをさがせ！！)"             | 13/1/2019      | 18/07/2019 Cartoon Network 03/12/2019 Biggs |
| 1055 | SM–105 | "Confronto na Ilha de Poni! Confronto na Ilha Poni!" "Rugarugan kessen! Satoshi VS Gurajio! ! (ルガルガン決戦！サトシVSグラジオ！！)"                                       | 20/1/2019      | 22/07/2019 Cartoon Network 04/12/2019 Biggs |
| 1056 | SM–106 | "Pesquisa em Evolução!" "Umi ari tani ari! Pokemon shinka dai tokkun! ! (海あり谷あり！ポケモン進化大特訓！！)"                                                             | 27/1/2019      | 23/07/2019 Cartoon Network 05/12/2019 Biggs |
| 1057 | SM–107 | "Corram, Heróis, Corram!" "Hashire kaki! Onore o koete! ! (走れカキ！己を超えて！！)"                                                                                       | 3/2/2019       | 24/07/2019 Cartoon Network 06/12/2019 Biggs |
| 1058 | SM–108 | "Lembranças na Névoa! Memórias na Névoa!" "Kapu-Rehire no kirinonakade (カプ・レヒレの霧の中で)"                                                                            | 10/2/2019      | 26/08/2019 Cartoon Network 09/12/2019 Biggs |
| 1059 | SM–109 | "Uma Grande Estreia!" "Shima kuīn tanjō! Satoshi no dai shiren! ! (しまクイーン誕生！サトシの大試練！！)"                                                                   | 17/2/2019      | 27/08/2019 Cartoon Network 10/12/2019 Biggs |
| 1060 | SM–110 | "De Olho na Bola! Sempre Com Os Olhos Na Bola!" "Pokegorufu de ōruinwan (ポケゴルフでホールインワン！)"                                                                     | 24/2/2019      | 28/08/2019 Cartoon Network 11/12/2019 Biggs |
| 1061 | SM–111 | "Um Banquete Metálico! Metal Para O Meltan!" "Arōra jōriku! Tarutarumetarupanikku! ! (アローラ上陸！タルタルメタルパニック！！)"                                            | 3/3/2019       | 29/08/2019 Cartoon Network 12/12/2019 Biggs |
| 1062 | SM–112 | "Uma Amizade Forte Como o Metal! Meltan, O Novo Amigo de Rowlet!" "Shinshu hakken! Merutan, Gettoda ze! ! (新種発見！メルタン、ゲットだぜ！！)"                             | 10/3/2019      | 23/09/2019 Cartoon Network 13/12/2019 Biggs |
| 1063 | SM–113 | "O Momento Mágiko! Este Momento Magik!" "Shin Bangumi! ? Chīsana Koikingu no Merodi (新番組！？小さなコイキングのメロディ)"                                                 | 17/3/2019      | 24/09/2019 Cartoon Network 16/12/2019 Biggs |
| 1064 | SM–114 | "As Aparências Enganam! A Beldade Está no Cristal!" "Byūtī ando Nyarth! (ビューティー・アンド・ニャース！)"                                                                 | 24/3/2019      | 25/09/2019 Cartoon Network 17/12/2019 Biggs |
| 1065 | SM–115 | "O Agente da Destruição! O Chefe da Destruição!" "Hakai no Teiō Guzuma! (破壊の帝王グズマ！)"                                                                               | 31/3/2019      | 26/09/2019 Cartoon Network 18/12/2019 Biggs |
| 1066 | SM–116 | "A Princesa Secreta!" "Rīrie to Himitsu no Kikō Hime! (リーリエと秘密の機巧姫！)"                                                                                           | 7/4/2019       | 4/11/2019 Cartoon Network 19/12/2019 Biggs  |
| 1067 | SM–117 | "E o Vento Carregou! E Tudo o Vento Leva!" "Sheimi, Merutan, Nagisa! Maigo no Tanken-tai!! (シェイミ、メルタン、ナギサ！迷子の探検隊！！)"                                  | 14/4/2019      | 5/11/2019 Cartoon Network 20/12/2019 Biggs  |
| 1068 | SM–118 | "O Mais Alto Degrau da Fama! Chegar ao Mais Alto Piso!" "Saijōkai o Mezase! Bakuon no Doragonjimu! ! (最上階を目指せ！爆音のドラゴンジム！！)"                              | 21/4/2019      | 6/11/2019 Cartoon Network 06/02/2020 Biggs  |
| 1069 | SM–119 | "Um Despertar Veloz! Um Despertar a Alta Velocidade!" "Chōsoku no Kuwagannon! Māmane Kakusei! ! (超速のクワガノン！マーマネ覚醒！！)"                                       | 28/4/2019      | 7/11/2019 Cartoon Network 07/02/2020 Biggs  |
| 1070 | SM–120 | "O Resgate de Kyogre! O Que Não Escapou!" "Suiren Kaiōga wo Tsuru!? (スイレン、カイオーガを釣る！？)"                                                                       | 5/5/2019       | 11/11/2019 Cartoon Network 10/02/2020 Biggs |
| 1071 | SM–121 | "Uma Receita de Sucesso! Uma Receita para o Sucesso!" "Mao funtō! Mori no pokemon kafe! ! (マオ奮闘！森のポケモンカフェ！！)"                                               | 12/5/2019      | 12/11/2019 Cartoon Network 11/02/2020 Biggs |
| 1072 | SM–122 | "Espionando Para o Chefão! A Espiar Pelo Chefe!" "Kanshi shimasu! Roketto-dan arōra no su gata! ! (監視します！ロケット団アローラのすがた！！)"                             | 19/5/2019      | 13/11/2019 Cartoon Network 12/02/2020 Biggs |
| 1073 | SM–123 | "Um Treinamento Incandescente!" "Z Waza o kiwamero! Shakunetsu no kaki gasshuku! ! (Zワザを極めろ！灼熱のカキ合宿！！)"                                                     | 26/5/2019      | 30/12/2019 Cartoon Network                  |
| 1074 | SM–124 | "Vivendo no Fio da Navalha!" "Kireaji batsugun! Kamiturugi kenzan! ! (切れ味バツグン！カミツルギ見参！！)"                                                                  | 2/6/2019       | 16/03/2020 Cartoon Network                  |
| 1075 | SM–125 | "Um Encontro Atemporal!" "Satoshi, Toki wo koeta deai! (サトシ、時を超えた出会い！)"                                                                                        | 9/6/2019       | 1/01/2020 Cartoon Network                   |
| 1076 | SM–126 | "A Emocionante Aventura de Pikachu!" "Pikachū no dokidoki tanken-tai! (ピカチュウのドキドキ探検隊！)"                                                                       | 16/6/2019      | 2/01/2020 Cartoon Network                   |
| 1077 | SM–127 | "Buscando Lembranças, Criando Sonhos!" "Gurajio to Rīrie! Chichi no gen'ei o otte!! (グラジオとリーリエ！父の幻影を追って！！)"                                             | 23/6/2019      | 6/01/2020 Cartoon Network                   |
| 1078 | SM–128 | "Atacantes e Defensores da Liga!" "Kaimaku! Arōra Pokemon Rīgu!! (開幕！アローラポケモンリーグ！！)"                                                                        | 30/6/2019      | 13/01/2020 Cartoon Network                  |
| 1079 | SM–129 | "Batalha Real 151!" "Dai rantō! Batoru roiyaru 151!! (大乱闘！バトルロイヤル151！！)"                                                                                       | 7/7/2019       | 14/01/2020 Cartoon Network                  |
| 1080 | SM–130 | "Amigos de Batalha!" "Mao to Suiren! Yūjō no zenryoku batoru! (マオとスイレン！友情のゼンリョクバトル！)"                                                                   | 14/7/2019      | 15/01/2020 Cartoon Network                  |
| 1081 | SM–131 | "Batalhando Por Verdade e Amor!" "Musashi VS Kojirō! Ai to shinjitsu no batoru fīrudo!! (ムサシVSコジロウ！愛と真実のバトルフィールド！！)"                                 | 21/7/2019      | 16/01/2020 Cartoon Network                  |
| 1082 | SM–132 | "Imitação é a Forma Mais Sincera de Estratégia!" "Junaipā o kōryaku seyo! (ジュナイパーを攻略せよ！)"                                                                       | 28/7/2019      | 20/01/2020 Cartoon Network                  |
| 1083 | SM–133 | "Batalhando nas Alturas!" "Tori-jō kessen! Bureibubādo VS goddobādo!! (鳥上決戦！ブレイブバードVSゴッドバード！！)"                                                         | 4/8/2019       | 5/02/2020 Cartoon Network                   |
| 1084 | SM–134 | "A Caminho das Semifinais!" "Min'na zenryoku! Junkesshō e no michi!! (みんなゼンリョク！準決勝への道！！)"                                                                  | 11/8/2019      | 6/02/2020 Cartoon Network                   |
| 1085 | SM–135 | "Os Finalistas!" "Junkesshō! Kaki VS Gurajio!! (準決勝！カキVSグラジオ！！)"                                                                                                | 18/8/2019      | 17/02/2020 Cartoon Network                  |
| 1086 | SM–136 | "Cedendo à Ira!" "Moeagaru honō! Raibaru wa hitori janai!! (燃え上がる炎！ライバルはひとりじゃない！！)"                                                                    | 25/8/2019      | 18/02/2020 Cartoon Network                  |
| 1087 | SM–137 | "Sabedoria Para Não Fugir!" "Muhai no teiō Guzuma! (無敗の帝王グズマ！)" | 1/9/2019       | 19/02/2020 Cartoon Network                  |
| 1088 | SM–138 | "Rivais Finais!" "Kesshōsen! Saikyō raibaru taiketsu!! (決勝戦！最強ライバル対決！！)"                                                                                      | 8/9/2019       | 24/02/2020 Cartoon Network                  |
| 1089 | SM–139 | "Eis o Campeão!" "Tanjō! Arōra no hasha! ! (誕生！アローラの覇者！！)" | 15/9/2019      | 25/02/2020 Cartoon Network                  |
| 1090 | SM–140 | "Confronto de Movimentos Z!" "Akujikingu shūrai! Z-Waza daisakusen! ! (アクジキング襲来！Zワザ大決戦！！)"                                                                  | 22/9/2019      | 26/02/2020 Cartoon Network                  |
| 1091 | SM–141 | "Exibição Desmascarada!" "Fainaru batoru! Satoshi tai Kukui! ! (ファイナルバトル！サトシ対ククイ！！)"                                                                      | 29/9/2019      | 27/02/2020 Cartoon Network                  |
| 1092 | SM–142 | "Um Festival de Batalhas!" "Moeru! Minagiru! ! Furubatoru! ! ! (燃える！みなぎる！！フルバトル！！！)"                                                                      | 6/10/2019      | 15/04/2020 Cartoon Network                  |
| 1093 | SM–143 | "Surpresas Ardentes!" "Ketchaku! Gaogaen VS Nyahīto! ! (決着！ガオガエンVSニャヒート！！)"                                                                                  | 13/10/2019     | 18/05/2020 Cartoon Network                  |
| 1094 | SM–144 | "Movimentos de A a Z!" "Arōra saikyō no Z! Kapu-kokeko VS Pikachū! ! (アローラ最強のZ！カプ・コケコVSピカチュウ！！)"                                                       | 20/10/2019     | 19/05/2020 Cartoon Network                  |
| 1095 | SM–145 | "Sonhando com o Sol e a Lua!" "Taiyō to tsuki to, min'na no yume! (太陽と月と、みんなの夢！)"                                                                               | 27/10/2019     | 20/05/2020 Cartoon Network                  |
| 1096 | SM–146 | "Obrigado, Alola. E a Jornada Continua!" "Arigatou Arora! Sorezore no tabitachi!! (ありがとうアローラ！それぞれの旅立ち！！)"                                               | 3/11/2019      | 21/05/2020 Cartoon Network                  |

## Músicas
Abertura
- Episódios 1-29; 44-60: Alola!! (アローラ!!, Arōra!!), Rica Matsumoto e Ikue Otani
- Episódios 30-43: Aim to be a Pokémon Master (20th Anniversary) (メザゼポケモンマスター (20th Anniversary), Mezaze Pokémon Master (20th Anniversary)) por Rika Matsumoto
- Episódios 61-90: Future Connection (未来コネクション, Mirai Konekushon) por ReaL
- Episódios 91-146: Your Adventure (キミの冒険, Kimi no bōken) por Taiiku Okazaki

Encerramento
- Episódios 1-60: Pose (ポーズ, Pōzu) por Taiiku Okazaki
- Episódios 61-103: Twerp, Twerpette (ジャリボーイ・ジャリガール, Jari-boy, Jari-girl) por Taiiku Okazaki[10]
- Breath (ブレス, Buresu) por Porno Graffitti
- Episódios 104-128: Notebook of the Heart (心のノート, Kokoro no Nōto) por the Hino City Nanaomidori Elementary School Choir
- Episódios 129-146: Type: Wild (タイプ：ワイルド2019, Wairudo 2019) por Shoko Nakagawa

## Filmes
| # | Título no Brasil                                 | Título nos Estados Unidos                        |
| - | ------------------------------------------------ | ------------------------------------------------ |
| 1 | Pokémon, O Filme: Eu Escolho Você!               | Pokémon the Movie: I Choose You!                 |
| 2 | Pokémon, O Filme: O Poder de Todos               | Pokémon the Movie: The Power of Us               |
| 3 | Pokémon, O Filme: Mewtwo Contra-Ataca — Evolução | Pokémon the Movie: Mewtwo Strikes Back—Evolution |